# Ari Helenius

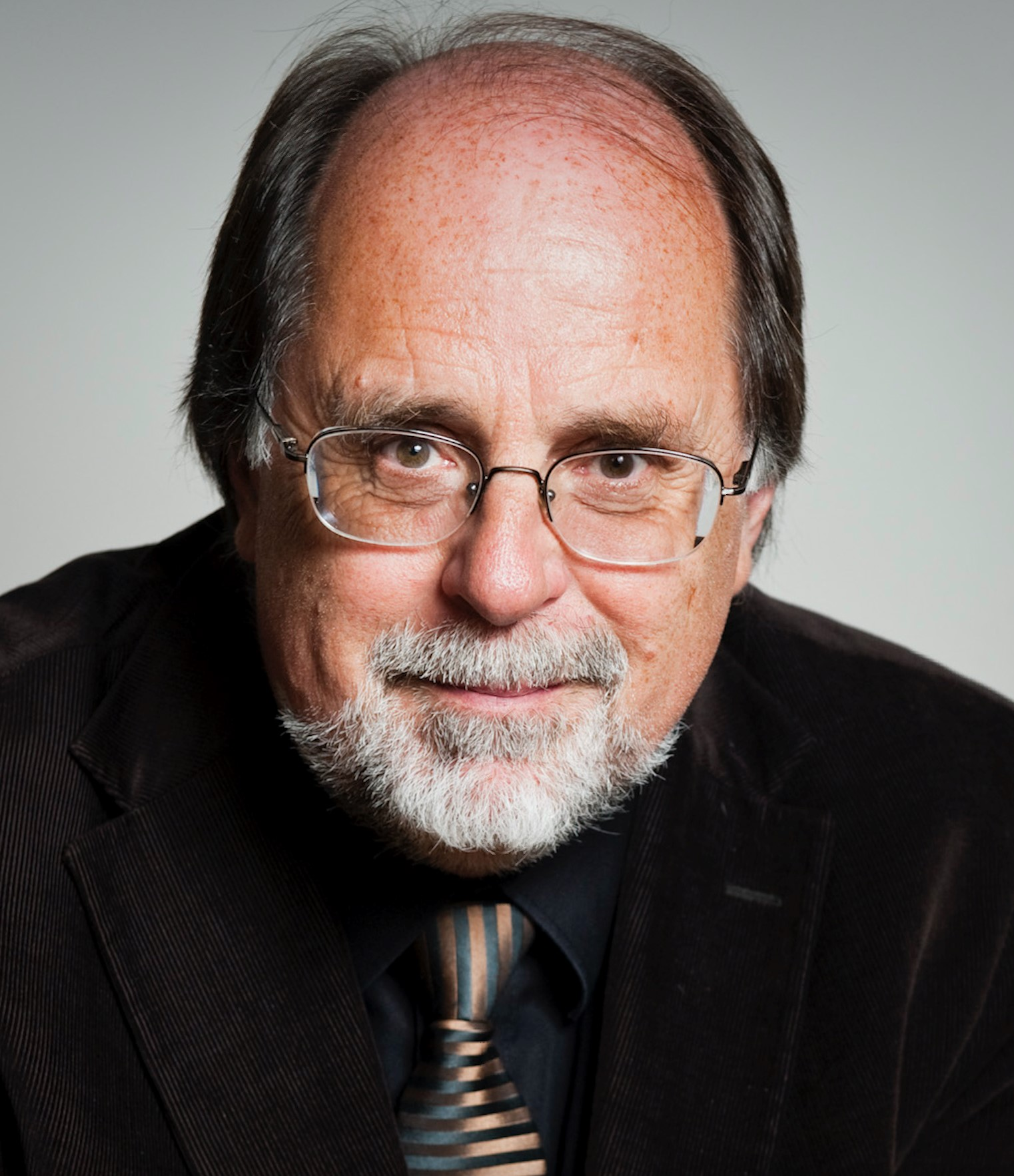
Ari Helenius (ca. 2010)

Ari Helenius (* 3. September 1944 in Oulu) ist ein finnischer Biochemiker.

## Leben
Ari Helenius studierte Biochemie an der Universität Helsinki. 1973 wurde er bei Kai Simons in Helsinki promoviert ("PhD"). Er war von 1975 bis 1981 Forscher am European Molecular Biology Laboratory (EMBL) in Heidelberg. Nach einer Associate Professur an der US-amerikanischen Yale University School of Medicine in New Haven wurde er dort 1983 zum ordentlichen Professor an der dortigen Fakultät für Zellbiologie bestellt. Er war von 1992 bis 1997 Dekan der Fakultät.
1997 wechselte er auf den Lehrstuhl für Biochemie an der Eidgenössischen Technischen Hochschule Zürich (ETH Zürich). Von 1999 bis 2003 war er Vorsteher ("Dekan") der Fakultät für Biochemie.

## Wirken
Die Forschungsschwerpunkte von Helenius liegen in den Gebieten Proteinfaltung und Virus-Zell-Interaktionen, insbesondere seine Arbeiten zu den Mechanismen der Zelle sind weltweit maßgebend.
1999 wurde er zum Mitglied der European Molecular Biology Organization (EMBO) ernannt, 2001 wurde er zum Mitglied der Deutschen Akademie der Naturforscher Leopoldina in der Sektion Biochemie und Biophysik gewählt. 2002 wurde er zum ordentlichen Mitglied der Academia Europaea gewählt.

## Ehrungen und Auszeichnungen
- 1973 – Komppa-Preis für die beste Doktorarbeit in Chemie in Finnland
- 1991/1992 – Humboldt-Forschungspreis
- 1992 – Lamb Professorship of Molecular Pathogenesis an der Vanderbilt University
- 1992 – NICHD Lectureship in Cell Biology des National Institute of Child Health and Human Development (NICHD), USA
- 1993 – Ehrenprofessur der Carol Davila Universität für Medizin und Pharmazie, Bukarest
- 1995 – A.I. Virtanen Prize in Biochemistry
- 1997 – Spinoza-Gastprofessur der Universität von Amsterdam
- 2003 – Ernst-Jung-Preis für Medizin, zusammen mit Reinhard G. Lührmann (Max-Planck-Institut für Biophysikalische Chemie, Göttingen)
- 2003 – Schleiden-Medaille der Leopoldina für seine "wegweisenden Arbeiten zur Rolle des endoplasmatischen Retikulums bei der Proteinfaltung, Assemblierung und Aggregation"[4]
- 2003 – Foreign Member der Finnischen Akademie der Wissenschaften[5]
- 2007 – Orden der Weißen Rose von Finnland von der finnischen Regierung
- 2007 – Marcel-Benoist-Preis für seine wegweisenden Studien auf dem Gebiet der Zellbiologie und molekularen Virologie[6]
- 2008 – Van Deenen Medal für führende Forschung über Biomembranen[7]
- 2009 – Elected Foreign Associate of the National Academy of Sciences[8]
- 2010 – Otto-Warburg-Medaille verliehen von der Gesellschaft für Biochemie und Molekularbiologie (GBM)
- 2010 – Bijvoet Medal of the Bijvoet Center for Biomolecular Research at Universität Utrecht[9]
- 2010 – Wahl zum Fellow der American Academy of Microbiology
- 2011 – Heinrich-Pette-Lecture des HPI[10]
- 2012 – Keith R. Porter Lecture
- 2016 – Loeffler-Frosch-Medaille der Gesellschaft für Virologie